# Mehdi Taghavi
Mehdi Taghavi Kermani (in persiano مهدى تقوى كرمانى‎; Shahrestān di Savadkuh, 20 febbraio 1987) è un lottatore iraniano.

## Biografia
È stato allenato da Gholam Mohammadi.
Ha ottenuto il suo primo podio internazionale ai campionati asiatici di Biškek 2007, vincendo il bronzo nella categoria dei 60 chilogrammi.
Ha rappresentato l'Iran ai Giochi olimpici estivi di Pechino 2008, dove ha gareggiato nel torneo dei 66 chilogrammi. Ha battuto il canadese Haislan Garcia agli ottavi, perso con il turco Ramazan Şahin (poi vincitore dell'oro olimpico) ai quarti ed è stato estromesso a seguito della sconfitta contro il cubano Geandry Garzón al ripescaggio, classificandosi decimo.
Si è laureato campione continentale ai campionati asiatici di Pattaya 2009 nei 66 chilogrammi. Lo stesso anno, ai campionati mondiali di Herning 2009 ha vinto la medaglia d'oro nel torneo dei 66 chilogrammi, superando il georgiano Shalva Abajevi ai trentaduesimi, l'ucraino Andriy Stadnik ai sedicesimi, il kazako Leonid Spiridonov ai quarti, il turco Muhammed İlkhan in semifinale e il russo Rasul Dzhukayev in finale.
Ai Giochi asiatici di Canton 2010 ha vinto la medaglia d'argento nei 66 chilogrammi, dopo essere rimasto sconfitto nella finale contro il giapponese Tatsuhiro Yonemitsu.
Ai mondiali di Istanbul 2011 ha bissato il titolo iridato nei 66 chilogrammi, prendendosi la rivincita nella finale contro Tatsuhiro Yonemitsu. In semifinale aveva battuto il cubano Liván López, mentre nei turni precedenti il macedone Dejan Mitrov ai sessantaquattresimi, il kirghizo Innokenti Innokentev ai trentaduesimi, il bielorusso Ali Šabanaŭ ai sedicesimi e il russo Adam Batirov nei quarti. 
Ai campionati asiatici di Gumi 2012 ha vinto il suo secondo oro continentale nella categoria dei 66 chilogrammi, sconfiggendo il kazako Maxat Daulbayev in finale.
Si è qualificato ai Giochi olimpici estivi di Londra 2012 e ha fatto parte della spedizione dell'Iran capitanata dal pugile Ali Mazaheri. Era il favorito del torneo dei 66 chilogrammi, ma è stato eliminato dal cubano Liván López (poi vincitore del bronzo) nel turno di qualificazione, terminando quattordicesimo. 
Ai mondiali di Budapest 2013 ha superato lo statunitense Brent Metcalf ai trentaduesimi ed è stato eliminato dal bielorusso Aleksandr Kontoev nei sedicesimi.

## Palmarès
- Mondiali

Herning 2009: oro nei 66 kg
Istanbul 2011: oro nei 66 kg
- Giochi asiatici

Canton 2010: argento nei 66 kg
- Campionati asiatici

Biškek 2007: bronzo nei 60 kg
Pattaya 2009: oro nei 66 kg
Gumi 2012: oro nei 66 kg
- Mondiali junior

Città del Guatemala 2006: oro nei 60 kg
Pechino 2007: oro nei 60 kg
- Campionati asiatici junior

Abu Dhabi 2006: oro nei 60 kg
- Campionati asiatici cadetti

Feng Yuang City 2003: bronzo nei 50 kg
Biškek 2004: oro nei 54 kg